# Robert Gibson (Ingenieur)
Robert Edward Gibson (* 12. Mai 1928 in Felpham, Sussex; † 23. Dezember 2008) war ein britischer Bauingenieur (Geotechnik).
Gibson studierte am Battersea Polytechnic und am Imperial College London, wo er 1947 seinen Bachelor-Abschluss als Ingenieur machte und 1950 bei Alec Skempton promoviert wurde. Ab 1953 war er an der Building Research Station, wo er in der Gruppe des Mathematikers John McNamee an analytischen Problemen des Grundbaus arbeitete wie Konsolidierung, Grundwasserströmung und Bodendeformation. 1956 wurde er Lecturer und später Reader am Imperial College und ab 1965 war er am King’s College London, wo er 1967 eine volle Professur erhielt. 1966 erhielt er dort einen D. Sc. Von 1983 bis 1985 war er Industrial Fellow des Wolfson College in Oxford. 
Dank seiner mathematischen Fähigkeiten konnte Gibson in den frühen Jahren der Bodenmechanik in der Vor-Computer Ära viele Probleme mit analytischen Methoden angehen mit praktischen Anwendungen etwa bei Staudämmen, tiefen Baugruben, Konsolidierung sehr weicher Böden, der Interpretation von Messungen der Wasserdurchlässigkeit von Böden, dem Setzungsverhalten in Böden, deren Steifezahl linear mit der Tiefe zunimmt  oder dem Spannungs-Verformungsverhalten von Ton bei Triaxialtests. Neben seiner wissenschaftlichen Karriere arbeitete er als beratender Ingenieur für Golder Associates (gegründet von Hugh Golder in Kanada) zum Beispiel bei der Konstruktion aufgespülter künstlicher Inseln im Meer.
1974 hielt er die Rankine Lecture (The analytical method in soil mechanics) und er erhielt die John Booker Medal. 1984 wurde er Fellow der Royal Academy of Engineering. Er war zeitweise Herausgeber von Geotechnique.